# Guabiruba
Guabiruba este un oraș în Santa Catarina (SC), Brazilia.